# Ivanovka (fiume)
L'Ivanovka (in russo Ивановка?; fino al 1972 si chiamava Budunda, Будунда) è un fiume della Siberia Orientale, affluente di sinistra della Zeja (bacino idrografico dell'Amur). Scorre nei rajon Oktjabr'skij, Ivanovskij e Blagoveščenskij dell'Oblast' dell'Amur, in Russia.
La sorgente si trova in una zona paludosa vicino al villaggio di Romanovka, nel distretto Oktjabr'skij, il fiume scorre lungo il bassopiano della Zeja e della Bureja in direzione occidentale. Il corso è tortuoso. Sfocia nella Zeja a 21 km dalla foce, a nord-est della città di Blagoveščensk. La sua lunghezza è di 150 km; il bacino del fiume è di 2 310 km². Lungo il suo corso ci sono alcuni villaggi, i maggiori sono Ekaterinoslavka e Ivanovka. 